# Дурсун, Ахмет
Ахме́т Дурсу́н (нем. и тур. Ahmet Dursun; 15 января 1978, Гельзенкирхен, Северный Рейн-Вестфалия) — турецкий и немецкий футболист, нападающий. Выступал за сборную Турции.

## Клубная карьера
Как и многие игроки «Бешикташа», он начал свою карьеру в Германии, когда он подписал контракт с «Ваттеншайдом 09». В 1996 году он перешёл в турецкий клуб «Коджаэлиспор» и затем был вызван в стан молодёжной сборной Турции. В сезоне 1999/00 он подписал контракт со стамбульским клубом «Бешикташ», где в первом же сезоне забил 21 мяч. После столь удачного сезона, он получил вызов в сборную, а зимой 2004 года он перешёл в китайский клуб «Тяньцзинь Тэда». Однако через полгода в сезоне 2004/05 подписал контракт с другим клубом из Стамбула с «Истанбулспором». Удачная игра Ахмета вновь заставила руководство «Бешикташа» подписать с ним контракт, ещё до начала второго круга того сезона. С 2008 года игрок «Коджаэлиспора».

## Достижения
«Бешикташ»
- Чемпион Турции: 2002/03
- Серебряный призёр чемпионата Турции: 1999/00
- Бронзовый призёр чемпионата Турции (2): 2001/02, 2005/06
- Обладатель Кубка Турции: 2005/06
- Финалист Кубка Турции: 2001/02
- Обладатель Суперкубка Турции (2): 1999/00, 2005/06

«Коджаэлиспор»
- Обладатель Кубка Турции: 1996/97
- Финалист Суперкубка Турции: 1996/97